# Xanthonia
Xanthonia is een geslacht van kevers uit de familie bladkevers (Chrysomelidae).
De wetenschappelijke naam van het geslacht werd in 1863 gepubliceerd door Joseph Sugar Baly.

## Soorten
- Xanthonia angulata Staines & Weisman, 2001
- Xanthonia dentata Staines & Weisman, 2001
- Xanthonia flavescens Tan, 1988
- Xanthonia foveata (Tang, 1992)
- Xanthonia fulva Takizawa, 1987
- Xanthonia furcata Staines & Weisman, 2001
- Xanthonia glabra Medvedev, 2002
- Xanthonia glabrata Tang, 1992
- Xanthonia intermedia Staines & Weisman, 2001
- Xanthonia monticola Staines & Weisman, 2001
- Xanthonia morimotoi Kimoto & Gressitt, 1982
- Xanthonia nepalensis Takizawa, 1987
- Xanthonia oblonga Takizawa & Basu, 1987
- Xanthonia pilosa Staines & Weisman, 2001
- Xanthonia serrata Staines & Weisman, 2001
- Xanthonia similis Tang, 1992
- Xanthonia striata Staines & Weisman, 2001